# Campionato nordamericano di rugby a 15 2017
Il campionato nordamericano di rugby 2017 (in inglese 2017 Rugby Americas North Championship) è stata la 10ª edizione del campionato Nordamericano di rugby a 15 organizzata dal Rugby Americas North, la confederazione continentale rugbistica centro-nordamericana.
Il titolo è andato per la seconda volta alla selezione dell USA South Panthers che nella finale di Georgetown ha sconfitto i padroni di casa della Guyana.

## Squadre Partecipanti
Le squadre divise in zone regionali (Nord e Sud) furono divise in due gruppi di merito. Il principale chiamato Championship League con 4 squadre della Zona Nord e 3 squadre della Zona Sud e il secondario chiamato Cup League con solo 3 partecipanti della Zona nord.
Le partecipanti di ogni girone si incontrarono tra di loro in un girone di sola andata. Le prime classificate dei due gironi di Championship League disputarono la finale per il titolo.
| Zona                | Nord                                           | Sud                                     |
| ------------------- | ---------------------------------------------- | --------------------------------------- |
| Championship League | - Bermuda - Isole Cayman - Messico - USA South | - Barbados - Guyana - Trinidad e Tobago |
| Cup League          | - Bahamas - Rep. Dominicana - Turks e Caicos   |                                         |

## Championship League

### Zona Nord
| Arbitro: | Mike O’Brien |

|          |    | |
| 9’ Boyce | mt | 4’, 66’, 82’ Guerrero 12’ Arredondo 19’ tecnica 26’ Arredondo 32’ Samano 44’ Rodriguez 69’ Nadaud Del Castillo |
| 10’ Cole | tr | 13’, 27’, 33’, 45’, 70’, 83’ Sanchez                                                                           |

| Marietta 14 maggio 2017 | USA South | 39 – 5 referto | Isole Cayman | Life University |
| 9’ Riley 22’ Wight 46’ Coleman 62’ Blalock 66’ Kenan 79’ Erasmus mt 12’ Wight 23’ Miller 47’, 62’ Channel tr 3’ Miller c.p. |           |                |              |                 |
| |           |                |              |                 |
| 9’ Riley 22’ Wight 46’ Coleman 62’ Blalock 66’ Kenan 79’ Erasmus                                                            | mt        | 12’ Wight      |              |                 |
| 23’ Miller 47’, 62’ Channel                                                                                                 | tr        |                |              |                 |
| 3’ Miller | c.p.      |                |              |                 |

| Arbitro: | Robin Kaluzniak |

|                                               |      |                                              |
| 14’ Loredo 22’, 73’ Rodriguez                 | mt   | 9’ Erasmus 50’ Eason 56’ Miller 78’ Hughston |
| 15’, 23’ Sanchez 74’ Carner                   | tr   | 10’, 57’, 79’ Channel                        |
| 19’, 27’ Sanchez 29’ Guerrero 55’, 71’ Carner | c.p. | 36’ Channel                                  |

| 3 giugno 2017 | Bermuda | 15 – 28 referto                       | Isole Cayman |  |
| 47’ McGlynn 54’ Thomas 74’ Richardson mt 7’ Acut 21’ Shelver 43’ Tokatokauanua tr 10’, 22’ Hayward c.p. 29’, 62’, 68’ Hayward |         |                                       |              |  |
| |         |                                       |              |  |
| 47’ McGlynn 54’ Thomas 74’ Richardson                                                                                         | mt      | 7’ Acut 21’ Shelver 43’ Tokatokauanua |              |  |
| | tr      | 10’, 22’ Hayward                      |              |  |
| | c.p.    | 29’, 62’, 68’ Hayward                 |              |  |

| Atlanta 17 giugno 2017 | USA South | 20 – 0 | Bermuda | Old White Rugby Club |

| Arbitro: | Josh Houston |

|                                                        |      |                              |
| 25’ Gibson 40’ Samano 43’ Blair 72’ tecnica 77’ Westin | mt   | 2’ Arredondo 17’, 36’ Samano |
| 25’ Hayward 44’, 78’ Shelver                           | tr   | 18’ Carner                   |
| 10’ Hayward 58’ Shelver                                | c.p. |                              |

### Classifica
|  | Classifica   | G | V | N | P | PF  | P-  | diff. | BM | BS | PT |
|  | ------------ | - | - | - | - | --- | --- | ----- | -- | -- | -- |
|  | USA South    | 3 | 2 | 0 | 1 | 88  | 41  | +47   | 2  | 1  | 11 |
|  | Messico      | 3 | 2 | 0 | 1 | 112 | 75  | +37   | 1  | 0  | 9  |
|  | Isole Cayman | 3 | 2 | 0 | 1 | 72  | 71  | +1    | 1  | 0  | 9  |
|  | Bermuda      | 3 | 0 | 0 | 3 | 22  | 107 | -85   | 0  | 0  | 0  |

### Zona Sud
| Arbitro: | Justin Colgan |

|                             |      |                                                |
| 13’ Walcott 74’, 79’ Clarke | mt   | 31’, 37’, 51’ Staglo 46’, 70’ Adams 55’ Isaacs |
| 13’ Caddy                   | tr   | 55’, 70’ Cummings                              |
| 19’, 42’, 54’ Caddy         | c.p. |                                                |

| 27 maggio 2017 | Trinidad e Tobago | 36 – 16 referto          | Barbados |  |
| 26’, 57’ Stewart 37’ Pantor 42’ Dalgliesh 61’ Roberts 79’ Dyte mt 49’ Sandiford 74’ Clarke 8’, 17’ Alexander c.p. 13’ Carter drop 11’ Carter |                   |                          |          |  |
| |                   |                          |          |  |
| 26’, 57’ Stewart 37’ Pantor 42’ Dalgliesh 61’ Roberts 79’ Dyte                                                                               | mt                | 49’ Sandiford 74’ Clarke |          |  |
| 8’, 17’ Alexander | c.p.              | 13’ Carter               |          |  |
| | drop              | 11’ Carter               |          |  |

| Georgetown 10 giugno 2017                                                                                          | Guyana | 24 – 17 referto                        | Trinidad e Tobago | Providence Stadium |
| 16’ Staglon 19’, 78’ Corbin 59’ Isaacs mt 9’ Phillip 73’ Alexander 80+4’ Roberts 19’, 79’ Gonsalves tr 73’ Alleyne |        |                                        |                   |                    |
| |        |                                        |                   |                    |
| 16’ Staglon 19’, 78’ Corbin 59’ Isaacs                                                                             | mt     | 9’ Phillip 73’ Alexander 80+4’ Roberts |                   |                    |
| 19’, 79’ Gonsalves                                                                                                 | tr     | 73’ Alleyne                            |                   |                    |

#### Classifica
|  | Classifica        | G | V | N | P | PF | PS | diff. | BM | BS | PT |
|  | ----------------- | - | - | - | - | -- | -- | ----- | -- | -- | -- |
|  | Guyana            | 2 | 2 | 0 | 0 | 58 | 43 | +15   | 1  | 0  | 9  |
|  | Trinidad e Tobago | 2 | 1 | 0 | 1 | 53 | 40 | +13   | 1  | 1  | 6  |
|  | Barbados          | 2 | 0 | 0 | 2 | 42 | 70 | -28   | 0  | 0  | 0  |

## Cup League
| Turks e Caicos 6 maggio 2017                                                                                         | Turks e Caicos | 24 – 15 referto           | Rep. Dominicana | Meridian Field |
| 21’ Ryan 35’ Hodgkins 56’ Joseph mt 60’ Figueroa 65’ Guerrero tr 66’ Figueroa 49’, 71’, 79’ Butler c.p. 28’ Figueroa |                |                           |                 |                |
| |                |                           |                 |                |
| 21’ Ryan 35’ Hodgkins 56’ Joseph                                                                                     | mt             | 60’ Figueroa 65’ Guerrero |                 |                |
| | tr             | 66’ Figueroa              |                 |                |
| 49’, 71’, 79’ Butler                                                                                                 | c.p.           | 28’ Figueroa              |                 |                |

| Nassau 20 maggio 2017                                                                                                 | Bahamas | 19 – 26 referto                         | Turks e Caicos | Winton Rugby Centre |
| 50’ Rolle mt 27’, 62’ Simmons 42’ Savory 53’ Gearing 51’ Albury tr 43’, 54’, 63’ Butler 1’, 31’, 44’, 71’ Albury c.p. |         |                                         |                |                     |
| |         |                                         |                |                     |
| 50’ Rolle | mt      | 27’, 62’ Simmons 42’ Savory 53’ Gearing |                |                     |
| 51’ Albury | tr      | 43’, 54’, 63’ Butler                    |                |                     |
| 1’, 31’, 44’, 71’ Albury                                                                                              | c.p.    |                                         |                |                     |

| Santo Domingo 3 giugno 2017                                                                                                  | Rep. Dominicana | 5 – 42 referto                                                   | Bahamas | Centro Olímpico Juan Pablo Duarte |
| 71’ Pepin mt 17’ Rogers 35’, 60’ Isaacs 38’ Charlton 68’ Deveaux 76’ Woodside tr 39’, 68’ Albury c.p. 3’ Albury 52’ Charlton |                 |                                                                  |         |                                   |
| |                 |                                                                  |         |                                   |
| 71’ Pepin | mt              | 17’ Rogers 35’, 60’ Isaacs 38’ Charlton 68’ Deveaux 76’ Woodside |         |                                   |
| | tr              | 39’, 68’ Albury                                                  |         |                                   |
| | c.p.            | 3’ Albury 52’ Charlton                                           |         |                                   |

### Classifica
|  | Classifica      | G | V | N | P | PF | PS | diff. | BM | BS | PT |
|  | --------------- | - | - | - | - | -- | -- | ----- | -- | -- | -- |
|  | Turks e Caicos  | 2 | 2 | 0 | 0 | 50 | 34 | +16   | 1  | 0  | 9  |
|  | Bahamas         | 2 | 1 | 0 | 1 | 61 | 31 | +30   | 1  | 1  | 6  |
|  | Rep. Dominicana | 2 | 0 | 0 | 2 | 20 | 66 | -46   | 0  | 0  | 0  |

## Finale
| Georgetown 29 luglio 2017 | Guyana | 19 – 23 referto                        | USA South | Providence Stadium (400 spett.) |
| 64’ Corbin 77’, 80’ McKenzie mt 29’ Erasmus 35’ Chermley 73’ Gunderson 64’ Crawford 80’ Broomes tr 73’ Miller c.p. 19’, 54’ Miller |        |                                        |           |                                 |
| |        |                                        |           |                                 |
| 64’ Corbin 77’, 80’ McKenzie | mt     | 29’ Erasmus 35’ Chermley 73’ Gunderson |           |                                 |
| 64’ Crawford 80’ Broomes | tr     | 73’ Miller                             |           |                                 |
| | c.p.   | 19’, 54’ Miller                        |           |                                 |